# Hans Schmid (Bildhauer)
Hans Schmid (* 29. März 1903 in Neunkirch, Kanton Schaffhausen; † 2. Mai 2002 in Riehen, Kanton Basel-Stadt) war ein Schweizer Bildhauer und Maler.

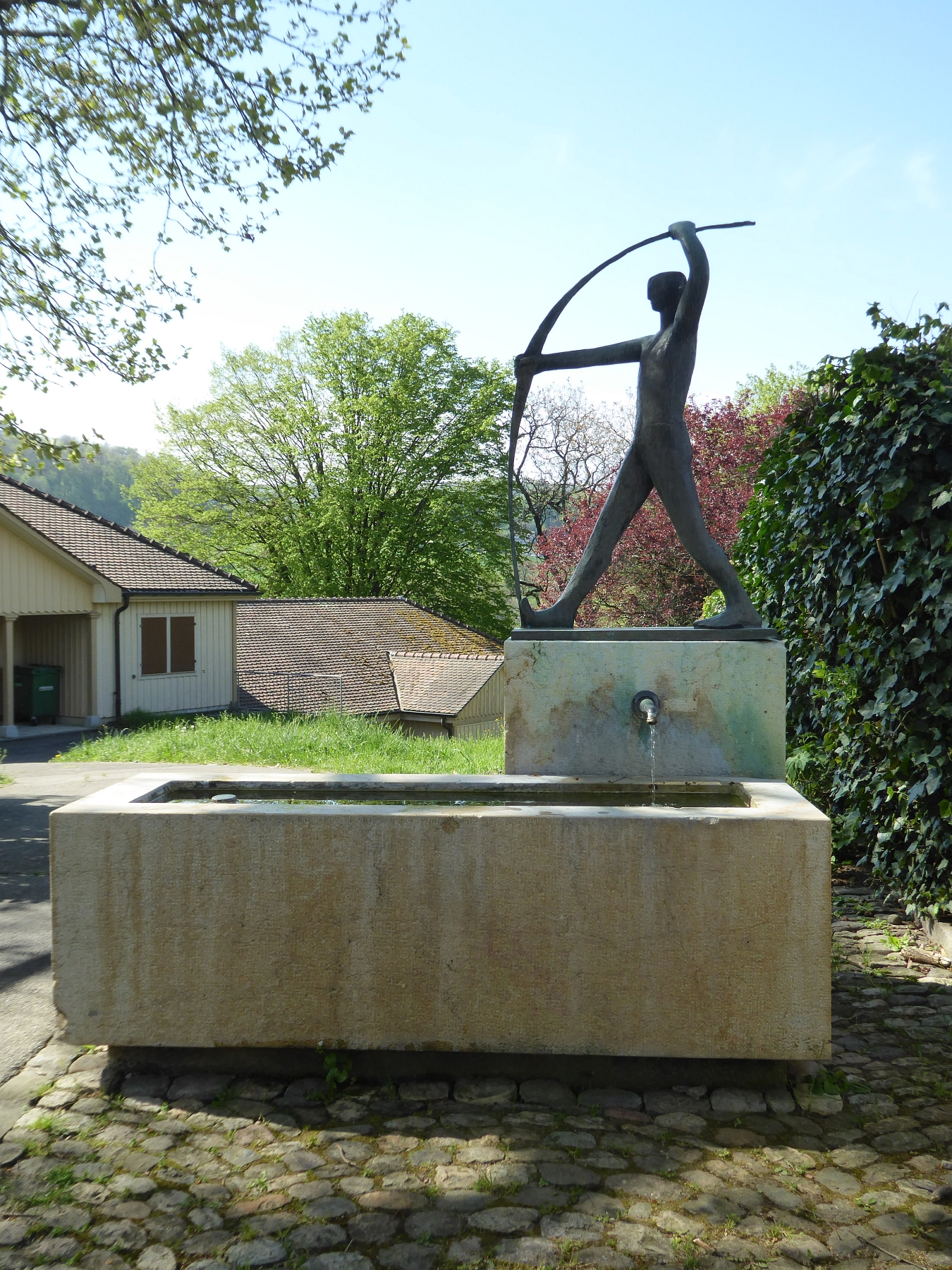
1974, Bogenschützen-Brunnen, Riehen.

## Leben und Werk
Hans Schmid wuchs ab 1910 mit seinen fünf Geschwistern in Basel auf und absolvierte dort beim Grabbildhauer August Drissler eine Bildhauerlehre. Zudem besuchte er Kurse an der Allgemeinen Gewerbeschule Basel. Seine Lehrer waren Paul Artaria, Albrecht Mayer und Otto Meyer. 
1939 entschied sich Schmid für eine Künstlerlaufbahn und arbeitete bis 1950 in verschiedenen Ateliers in Kleinbasel. In den 1940er-Jahren begann Alexander Zschokke eine Zusammenarbeit mit Schmid. Zudem nahm Schmid an zahlreichen Wettbewerben des Kunstkredits Basel-Stadt teil.

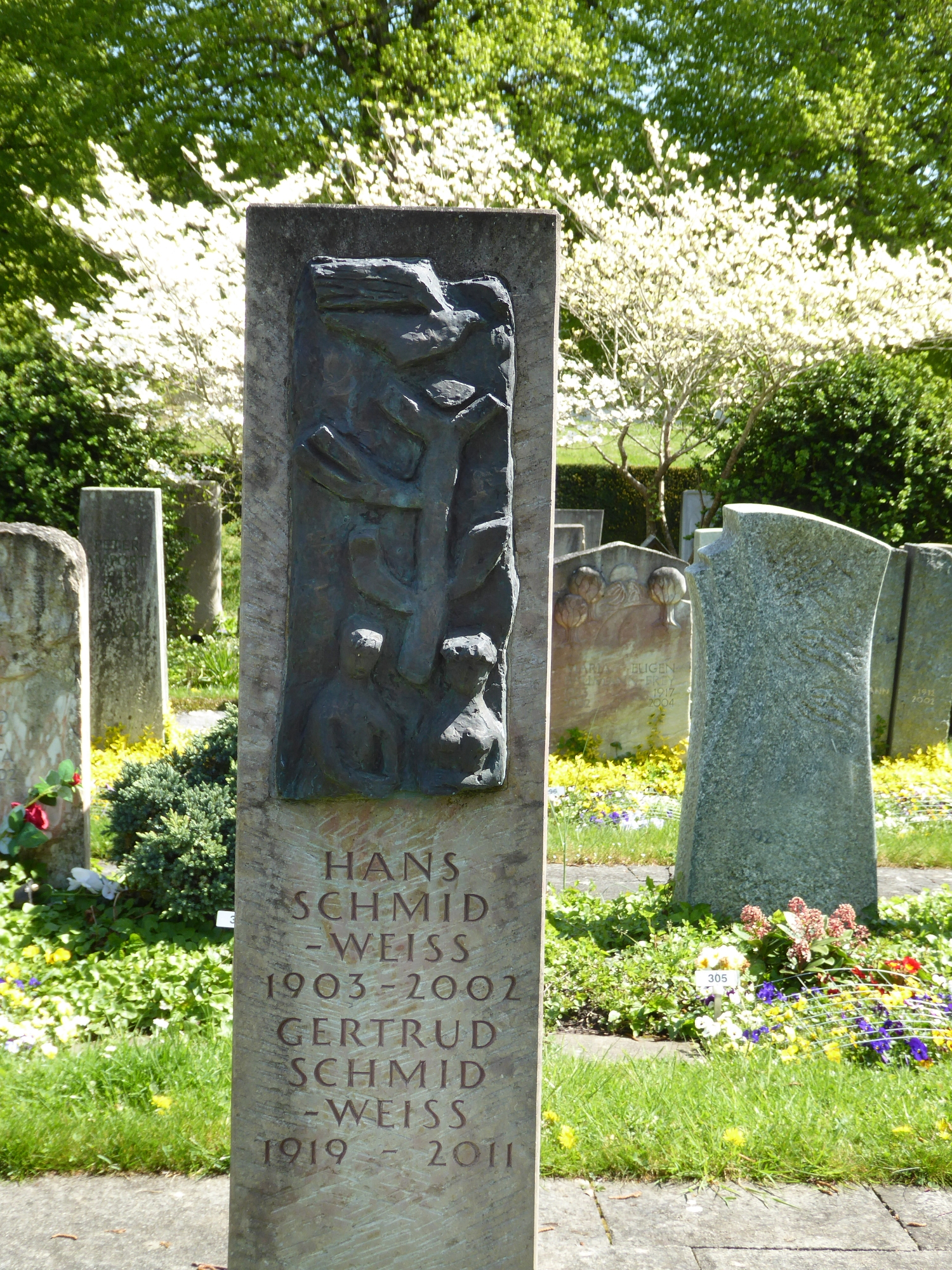
Grab auf dem Friedhof am Hörnli

Hans Schmid war mit Gertrud, geborene Weiss (1919–2011) verheiratet. Zusammen mit seinem Sohn, dem Bildhauer, Maler und Glasmaler Ruedi Schmid bezog er 1950 ein Atelier in der ehemaligen Sägerei bei der Habermatte in Riehen. Als einzige gemeinsame künstlerische Arbeit schufen sie 1953 die Rutschfiguren auf dem Spielplatz vor dem Basler St. Johann- und Pestalozzi-Schulhaus. 1974 schuf Hans Schmid die Plastik Bogenschützen. Diese steht heute bei dem Schiessstand von Riehen.
1987 mussten sie das Atelier auf Anweisung des Baudepartements aufgeben. In der Folge widmete sich Schmid der Malerei. Zudem brachte Gian Casty ihn zu der Glasmalerei.
Hans Schmid fand seine letzte Ruhestätte auf dem Friedhof am Hörnli.